# Dolce Triade
Dolce Triade（ドルチェ トリアデ）は、日本の楽曲制作音楽ユニット。

## メンバー
黒石 ひとみ（くろいし ひとみ）
血液型B型。石川県金沢市出身。
作詞、作曲、編曲担当。Hitomi の別名でも活動している（avex 系のレーベルで活動している hitomi とは別人）。
藤原 麻紀（ふじわら まき）
血液型O型。岡山県出身。東京芸術大学作曲科卒業。
山本 由紀（やまもと ゆき）
血液型O型。埼玉県出身。東京音楽大学卒業。

## ディスコグラフィ
- LAST EXILE O.S.T. 1
- LAST EXILE O.S.T. 2

| スタブアイコン | サブスタブ | この項目は、まだ閲覧者の調べものの参照としては役立たない、音楽関係者（バンド等）に関連した書きかけの項目です。この項目を加筆・訂正などしてくださる協力者を求めています（P:音楽/PJ:芸能人）。 |